# 사영 평면
사영기하학에서 사영 평면(射影平面, 영어: projective plane)은 일반적인 평면과 유사하지만, “무한대”의 점이 존재하여 모든 두 직선이 항상 교차하게 되는 결합 구조이다.

## 정의

### 다각형
결합 구조 {\displaystyle (X,L,\vartriangleleft )} 속의, 크기 {\displaystyle n}의 유한 집합 {\displaystyle P\subseteq X}가 다음 조건을 만족시킨다면, {\displaystyle n}각형({\displaystyle n}角形, 영어: {\displaystyle n}-gon)이라고 한다.
- 임의의 서로 다른 세 점 {\displaystyle x,y,z\in P}에 모두 인접하는 직선 {\displaystyle l\in L}은 존재하지 않는다.

### 사영 평면
결합 구조 {\displaystyle (X,L,\vartriangleleft )} 가운데, 다음 세 조건을 만족시키는 것을 사영 평면이라고 한다.
- 임의의 서로 다른 두 점 {\displaystyle x,y\in X} ({\displaystyle x\neq y})에 대하여, {\displaystyle x\vartriangleleft l\vartriangleright y}인 유일한 직선 {\displaystyle l\in L}이 존재한다. 이를 보통 {\displaystyle {\overline {xy}}}로 표기한다.
- 임의의 서로 다른 두 선 {\displaystyle l,m\in L}에 대하여, {\displaystyle l\vartriangleright x\vartriangleleft m}인 유일한 점 {\displaystyle x\in X}이 존재한다. 이를 {\displaystyle {\underline {lm}}}으로 표기하자.
- 사각형이 존재한다.

### 데자르그 사영 평면
사영 평면 {\displaystyle (X,L,\vartriangleleft )} 속의 두 삼각형 {\displaystyle (x,y,z)}, {\displaystyle (x',y',z')}이 주어졌다고 하고, 그 변들을 각각 {\displaystyle (l,m,n),(l',m',n')}이라고 하자.
만약 다음 조건이 성립한다면, 이 두 삼각형이 서로 축배경적(영어: axially in perspective)이라고 한다.
- {\displaystyle {\underline {ll'}}}, {\displaystyle {\underline {mm'}}}, {\displaystyle {\underline {nn'}}} 세 점에 모두 인접하는 직선이 존재한다.

만약 다음 조건이 성립한다면, 이 두 삼각형이 서로 중심 배경적(영어: centrally in perspective)이라고 한다.
- {\displaystyle {\overline {xx'}}}, {\displaystyle {\overline {yy'}}}, {\displaystyle {\overline {zz'}}} 세 직선에 모두 인접한 점이 존재한다.

만약 주어진 사영 평면 속의 임의의 두 삼각형에 대하여, 축배경성이 중심 배경성과 동치라면, 이 사영 평면이 데자르그 사영 평면(Desargues영어: Desarguesian projective plane)이라고 한다.

## 연산

### 쌍대 사영 평면
사영 평면 {\displaystyle P=(X,L,\vartriangleleft )}이 주어졌을 때, {\displaystyle (L,X,\vartriangleright )}, 즉
- {\displaystyle P}의 각 점에 대응하는 직선을 가지며,
- {\displaystyle P}의 각 직선에 대응하는 점을 가지며,
- {\displaystyle P}에서 인접하는 점과 직선은 인접하는 직선과 점에 대응되는

사영 평면을 구성할 수 있다. 이를 {\displaystyle P}의 쌍대 사영 평면(영어: dual projective plane)이라고 한다.

## 성질
모든 사영 평면 {\displaystyle (X,L,\vartriangleright )}에 대하여, 다음이 성립한다.
- {\displaystyle \forall l\in L\colon |\{x\in X\colon x\vartriangleleft l\}|=q+1}인 2 이상의 (유한 또는 무한) 기수 {\displaystyle q}가 존재한다. 즉, 모든 직선은 {\displaystyle q+1}개의 점과 인접한다.
- 모든 점은 {\displaystyle q+1}개의 직선과 인접한다.
- {\displaystyle |X|=|L|=q^{2}+q+1}이다.
- {\displaystyle q\not \in \{6,10\}}이다.

다음과 같은 추측이 존재하지만, 이는 아직 미해결 난제이다.
유한 사영 평면의 차수 {\displaystyle q}는 항상 소수의 거듭제곱이다 (즉, 크기 {\displaystyle q}의 유한체 {\displaystyle \mathbb {F} _{q}}가 존재한다.)
예를 들어, {\displaystyle \mathbb {P} ^{2}(\mathbb {F} _{q})}는 차수 {\displaystyle q}의 유한 사영 평면이다.
또한, 다음과 같은 추측이 존재하지만, 이 역시 미해결 난제이다.
소수 차수 {\displaystyle p}의 사영 평면은 {\displaystyle \mathbb {P} ^{2}(\mathbb {F} _{p})} 밖에 없다.

## 예

### 사각형이 존재하지 않는 결합 구조

결합 구조

결합 구조 가운데, 사영 평면의 세 공리 중 처음 두 개를 만족시키지만 셋째를 만족시키지 못하는 것들은 모두 분류되었으며, 다음 세 족 가운데 하나에 속한다.
- {\displaystyle X=L=\varnothing }. 이는 스스로의 쌍대 사영 평면이다. 이를 {\displaystyle A}로 표기하자.
- {\displaystyle X}와 {\displaystyle L}은 공집합이 아닌 임의의 집합, {\displaystyle x\in X}, {\displaystyle l\in L}, {\displaystyle R=\{x\}\times L\cup X\times \{l\}}. 이를 {\displaystyle B_{|X|,|L|}}로 표기하자. {\displaystyle B_{|X|,|L|}}의 쌍대 사영 평면은 {\displaystyle B_{|L|,|X|}}이다.
- {\displaystyle S}는 임의의 집합, {\displaystyle L=\{l\}\sqcup S}, {\displaystyle X=\{x\}\sqcup S}, {\displaystyle R=\{x\}\times S\cup S\times \{l\}\cup \{(s,s)\colon s\in S\}}. 이는 스스로의 쌍대 사영 평면이다. 이를 {\displaystyle C_{|X|}}로 표기하자.

{\displaystyle B_{2,2}=C_{2}}이다. 이 경우를 제외하면, 이 세 족들은 서로소이다.

### 데자르그 사영 평면

파노 사영 평면

모든 데자르그 사영 평면은 분류되었으며, 다음과 같은 꼴이다. 어떤 나눗셈환 {\displaystyle K}에 대하여,
- {\displaystyle X={\frac {K\times K\times K\setminus \{(0,0,0)\}}{(x,y,z)\sim (ax,ay,az)\qquad \forall a\in K^{\times },x,y,z\in K}}}
- {\displaystyle L}의 원소는 {\displaystyle K\times K\times K} 속의 2차원 부분 공간에서 0을 제거한 뒤, 동치 관계를 취한 것이다.

이를 {\displaystyle \mathbb {P} _{K}^{2}}로 표기한다.
특히, 크기 2의 유한체 {\displaystyle \mathbb {F} _{2}} 위의 사영 평면은 파노 사영 평면(영어: Fano projective plane)이라고 한다.

### 작은 유한 사영 평면
작은 차수 {\displaystyle q}의 유한 사영 평면들을 생각하자. {\displaystyle q\leq 10}인 유한 사영 평면들은 다음과 같다.
- 유한체 위의 사영 평면 {\displaystyle \mathbb {P} ^{2}(\mathbb {F} _{2})}, {\displaystyle \mathbb {P} ^{2}(\mathbb {F} _{3})}, {\displaystyle \mathbb {P} ^{2}(\mathbb {F} _{4})}, {\displaystyle \mathbb {P} ^{2}(\mathbb {F} _{5})}, {\displaystyle \mathbb {P} ^{2}(\mathbb {F} _{7})}, {\displaystyle \mathbb {P} ^{2}(\mathbb {F} _{8})}, {\displaystyle \mathbb {P} ^{2}(\mathbb {F} _{9})}
- 이 밖에도, 차수가 9인 세 개의 비(非)데자르그 사영 평면이 존재한다.[1]

### 비(非)데자르그 사영 평면
교대 대수 {\displaystyle (A,+,0,\star )}에서, 0이 아닌 모든 원소가 가역원이라고 하자. 그렇다면, {\displaystyle A} 위의 사영 평면을 정의할 수 있으며, 이러한 꼴의 사영 평면을 무팡 사영 평면(영어: Moufang projective plane)이라고 한다. 모든 데자르그 사영 평면은 무팡 사영 평면이다. 반면, 예를 들어 팔원수 위의 사영 평면은 데자르그 사영 평면이 아닌 무팡 사영 평면이다.

### 삼진환을 통한 구성
모든 사영 평면은 삼진환으로부터 구성될 수 있다. 반대로, 각 삼진환에는 사각형이 주어진 사영 평면을 대응시킬 수 있다.

## 같이 보기
- 블록 설계
- 결합 구조
- 일반화 다각형
- 사영기하학